# 自由貿易

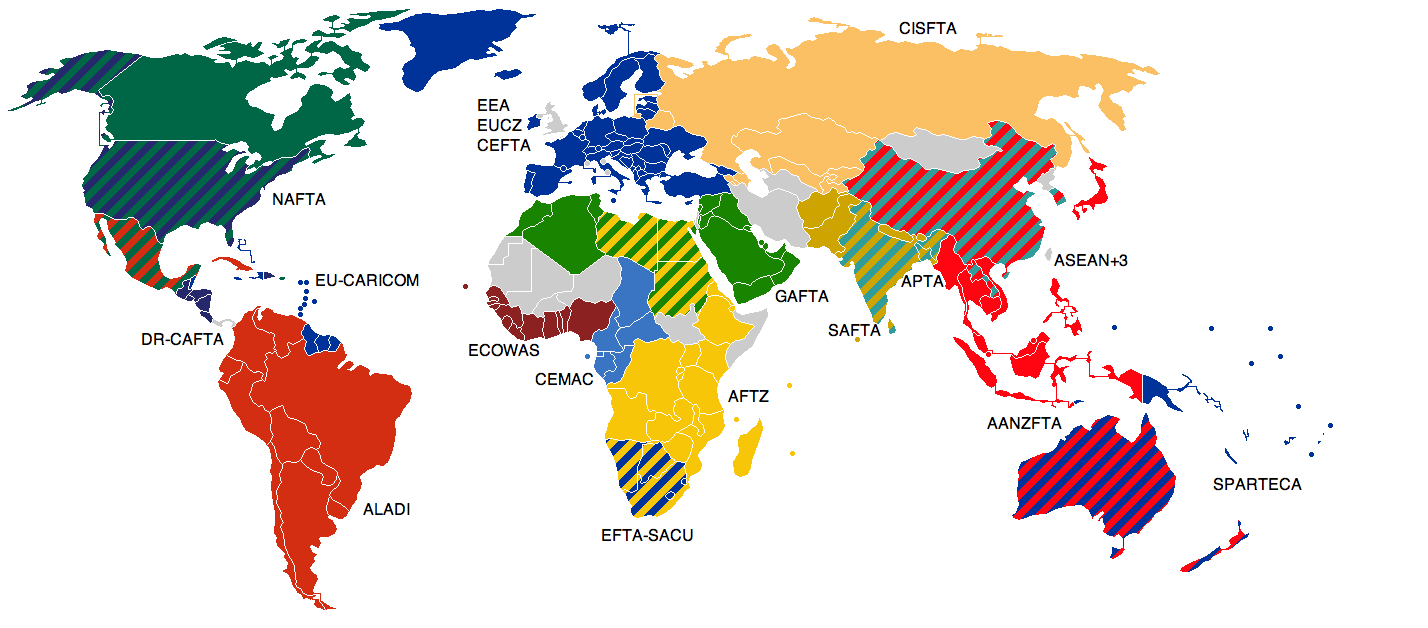
全球主要自由貿易區

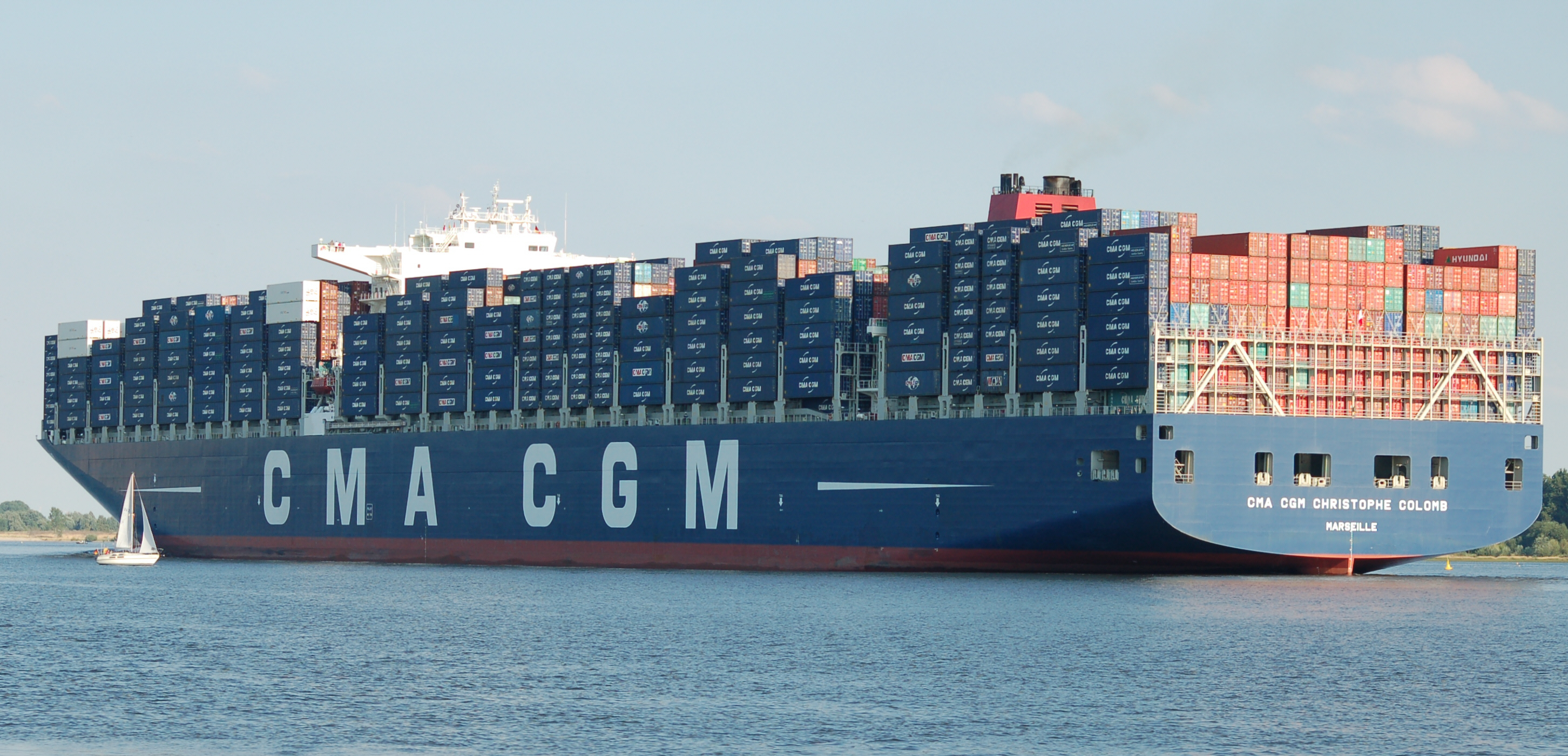
滿載的貨輪

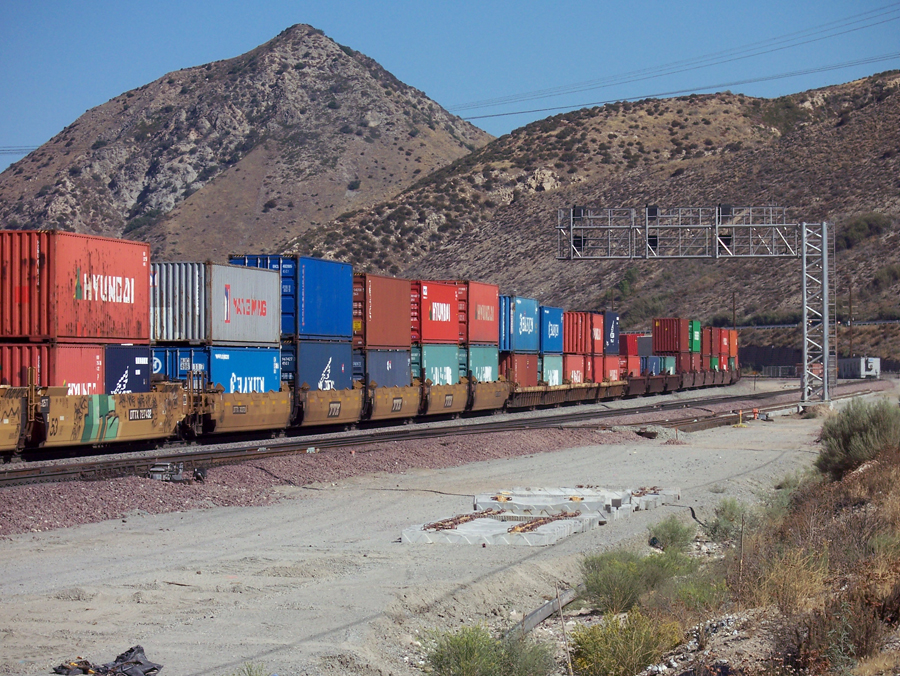
運輸貨櫃火車

自由貿易（英語：free trade）是指國與國之間免關稅的貨物及服務流通，與貿易保護主義相反；自由貿易也是全球化的主體。自由貿易在經濟學上的概念包括免關稅及其他貿易壁壘例如關稅、進口配額等的國際貿易及服務；勞工及資金在國與國之間的自由流動；無保護本國當地企業，產品及生產因素等的法例、政策、補貼及稅項等；無政府對產權的特別保障等。
自由貿易被認為是現今世界經濟全球化的重要因素所以有可能引致大型跨國企業、資本及財團壟斷市場經濟，因此擴大貧富差距，並導致本地的勞動階級失業。

## 歷史
在已開發國家的經濟歷史上，大都曾經推行貿易保護主義以保護本國的製造業，服務業及農業，當它們累積足夠財富以確保可從自由貿易得益，便開始積極推行自由貿易政策，並要求發展中國家同樣開放市場。英國在18世紀至19世紀中期便曾推行保護性的工業政策，當英國在經濟上擁有領先地位，便開始支持自由貿易。
16世紀，跟自由貿易對立的重商主義在歐洲大陸開始發展，而它今天仍然以不同的形式存在著。最早反對重商主義的自由貿易論者是大衛·李嘉圖和亚当·斯密。他們認為自由貿易是各個文明的經濟能够發達的原因。亚当·斯密認為增加貿易除了是埃及、希臘、羅馬等地中海文化體蓬勃的原因，也是古代中國地區繁榮的原因。
自由貿易跟重商主義、孤立主義、貿易保護主義都是對立的。而很多戰爭都緣於貿易，例如1840年的鴉片戰爭。
美國憲法規定，不可以對商業活動設下任何阻礙，這是通行於美國所有州分的。所以美國也是目前全球最大的自由貿易實體。但在美國崛起之初也採取貿易保護主義。林肯便強烈反對自由貿易，他在南北戰爭期間設下44%的關稅。此後直到冷戰前，關稅與貿易保護主義一直是共和黨的信條。此外，美國對亦有針對多種農產品的巨額補貼及價格下限，在1996年-2002年間平均每年補貼160億美元。

## 均衡貿易
均衡貿易是與自由貿易相近的一種經濟模式，均衡貿易要求各國提供一個公平對等的貿易關係，任何一方不應有大額的貿易逆差，如貿易逆差出現，有順差的國家需要找尋方法平衡貿易差距，包括對出口貨物徵收關稅、收取附加費或容許逆差國實施貿易配額。

## 公平貿易
由於據信純然的自由貿易有導致弱肉強食、貧富差距拉大等弊病，因此出現了｢公平貿易｣（Fair Trade）這種貿易模式作為與自由貿易抗衡、彌補的思維。公平貿易是指在貨品和服務的貿易中應同時注重對勞工、環境和社會責任的一項社會運動。這個運動特別針對發展中國家對已發展國家出口貨品，特別是原材料時所出現的不平等現象（參見马克思的剩餘價值理論），分配更多的利潤給原材料生產者，例如小農、漁民、牧人。公平貿易被一些非政府組織所提倡。

## 自由贸易协定
自由貿易協定（簡稱FTA），是兩國或區域貿易實體間所簽訂的具有法律約束力的契約，目的在於促進經濟一體化，消除貿易壁壘，允許貨品與服務在國家間自由流動。
- 美洲自由貿易區
- 中美洲自由貿易協定
- 北美自由贸易协议
- 綜合經濟合作協議
- 跨大西洋貿易及投資夥伴協議
- 跨太平洋戰略經濟夥伴關係協定（TPSEP）
- 跨太平洋夥伴全面進展協定（CPTPP）
- 韩美自由贸易协定
- 中歐自由貿易協定
- 日歐自由貿易協定